# Grupo de Estudios Estratégicos
El Grupo de Estudios Estratégicos (GEES), constituido como una organización privada sin ánimo de lucro, es un think tank español creado en 1987. Tiene su sede en Madrid, y está compuesto por profesores de universidad y analistas de diversa procedencia, principalmente vinculados ideológicamente al Partido Popular. Elabora informes técnicos sobre seguridad y defensa, aunque fue a partir de los atentados del 11 de septiembre de 2001 y de la Invasión de Irak de 2003 cuando sus análisis saltaron a los medios de comunicación.

## Ideología
El GEES es un centro de investigación de ideología de centro-derecha,[cita requerida] aunque mantiene relaciones estrechas con las fundaciones neoconservadoras estadounidenses como American Enterprise Institute (AEI) o el Project for the New American Century, (PNAC).
Los principales analistas durante el gobierno de Aznar (Florentino Portero, Ignacio Cosidó o Rafael Bardají) del GEES —que migró del academicismo a un perfil más activista en dicho período— jugaron un papel análogo al de los «halcones» de George W. Bush en la definición del posicionamiento atlantista de la política exterior del gobierno en aquella época.
En política de defensa han promovido la modernización y adecuación de las Fuerzas Armadas Españolas al siglo XXI mediante el aumento de su presupuesto. Se muestra favorable a la pervivencia del campo de prisioneros de Guantánamo.
En política interior, defienden la lucha total contra el terrorismo de ETA, sin concesiones. Defienden una visión conservadora de economía liberal en España y Europa.

## Actividad
Combina la creación de informes técnicos sobre seguridad y defensa para gobiernos y empresas multinacionales[cita requerida] con la difusión política a través de periódicos conservadores como ABC, La Razón, Época, La Gaceta de los Negocios, Libertad Digital, Brussels Journal en Bruselas y American Thinker, Pajamas Media, Semanario Atlántico y Diario de América en los Estados Unidos.
En los últimos años, se ha convertido en el rival principal del Real Instituto Elcano,[cita requerida] al que pertenecían algunos de sus miembros más destacados como Bardají (hasta 2004 subdirector del Real Instituto Elcano), Coma (hasta 2006 analista principal para seguridad y defensa en el Real Instituto Elcano) o Kern (hasta 2007 analista principal para relaciones transatlánticas en el Real Instituto Elcano), que se mostraron muy críticos con la línea seguida por el Instituto Elcano tras el triunfo del PSOE en las elecciones generales de 2004.
Ha mantenido agrios enfrentamientos con el exministro de Defensa José Bono, que lo calificó de "secta pseudorreligiosa".

## Miembros
Entre sus miembros destacan Rafael Bardají (Fundador del GEES, ex asesor ejecutivo del Ministerio de Defensa en los gobiernos del PP y director de estudios de política internacional en FAES), Manuel Coma (presidente del GEES), Ignacio Cosidó (portavoz del PP en la Comisión de Interior), Florentino Portero (director del Área de Política Exterior, Seguridad y Defensa española), Óscar Elía Mañú (Jefe de Opinión de GEES y director del Área de Pensamiento Político), Carlos Ruiz Miguel (director del Área de Derecho Constitucional y Magreb), Ángel Pérez González, Emilio Campmany (director del Área de Derecho Internacional), Soeren Kern (director del Área de Relaciones Transatlánticas), Ana Ortiz (analista en inmigración y seguridad interior), Juan F. Carmona y Choussat (doctor en Derecho por la Universidad Complutense de Madrid), Gerardo del Caz (Analista de política internacional), María Ángeles Muñoz, Gregorio Cristóbal Carle (analista de Bolivia), Pedro Fernández Barbadillo (analista de Iberoamérica y la comunicación política), Antonio J. Candil Muñoz (coronel en la reserva del Ejército español) y Santiago Tazón (miembro de la ejecutiva regional del Partido Popular de Aragón).